# Bolbula debilis
Bolbula debilis är en bönsyrseart som beskrevs av Giglio-tos 1915. Bolbula debilis ingår i släktet Bolbula och familjen Iridopterygidae. Inga underarter finns listade i Catalogue of Life.